# Mike McCready
Michael David McCready (* 5. dubna 1966, Pensacola, Florida, Spojené státy americké) je americký kytarista, člen americké rockové hudební skupiny Pearl Jam. Společně Jeffem Amentem, Stone Gossardem a Eddie Vedderem, je jedním ze zakládajících členů Pearl Jam. McCready byl rovněž členem několika vedlejších hudebních projektů Temple of the Dog, Mad Season and The Rockfords.